# 경향신문사배 대장군전
경향신문사배 대장군전(-大將軍戰)은 경향신문사에서 주최하였던 장기 기전이다. 1970년에 개최 하여 총 4회까지 진행하였다.

## 역대 우승자
| 횟수 | 년도   | 우승자 |
| ---- | ------ | ------ |
| 1회  | 1970년 | 김명수 |
| 2회  | 1971년 | 문창길 |
| 3회  | 1972년 | 문창길 |
| 4회  | 1973년 | 문창길 |